# Spoorlijn Gelsenkirchen-Wattenscheid - Wanne-Eickel
De spoorlijn Gelsenkirchen-Wattenscheid - Wanne-Eickel was een Duitse spoorlijn en was als spoorlijn 2232 onder beheer van DB Netze.

## Geschiedenis
Het traject werd door de Cöln-Mindener Eisenbahn-Gesellschaft geopend tussen 1859 en 1869.  

## Aansluitingen
In de volgende plaatsen was er een aansluiting op de volgende spoorlijnen:
Gelsenkirchen Hbf
DB 2168, spoorlijn tussen Essen-Kray Nord en Gelsenkirchen
DB 2230, spoorlijn tussen de aansluiting Hessler en Wanne-Eickel
DB 2231, spoorlijn tussen Gelsenkirchen en Wanne-Eickel
DB 2237, spoorlijn tussen Gelsenkirchen-Rotthausen en Gelsenkirchen
DB 2238, spoorlijn tussen Gelsenkirchen en de aansluiting Pluto
DB 2239, spoorlijn tussen Gelsenkirchen en Wanne-Eickel
DB 2650, spoorlijn tussen Keulen en Hamm
Gelsenkirchen-Wattenscheid
DB 2233, spoorlijn tussen Gelsenkirchen-Wattenscheid en Zeche Präsident
DB 2505, spoorlijn tussen Krefeld en Bochum
Wanne-Eickel Hbf
DB 2154, spoorlijn tussen Bochum-Riemke en Wanne-Eickel
DB 2200, spoorlijn tussen Wanne-Eickel en Hamburg
DB 2201, spoorlijn tussen Wanne-Eickel en aansluiting Baukau
DB 2202, spoorlijn tussen Herne-Rottbruch en Wanne-Eickel
DB 2203, spoorlijn tussen Wanne-Eickel en Wanne-Unser Fritz
DB 2204, spoorlijn tussen Wanne-Eickel en Wanne-Unser Fritz
DB 2205, spoorlijn tussen Wanne-Eickel en aansluiting Bickern
DB 2206, spoorlijn tussen Wanne-Eickel en Meiderich Nord
DB 2208, spoorlijn tussen Wanne-Eickel en Herne
DB 2209, spoorlijn tussen Essen-Kray Nord en Wanne-Eickel
DB 2230, spoorlijn tussen de aansluiting Hessler en Wanne-Eickel
DB 2231, spoorlijn tussen Gelsenkirchen en Wanne-Eickel
DB 2650, spoorlijn tussen Keulen en Hamm
DB 9220, spoorlijn tussen Wanne Übergabebahnhof en Wanne Westhafen

## Elektrificatie
Het gedeelte tussen Wattenscheid en Wanne-Eickel werd in 1977 geëlektrificeerd met een wisselspanning van 15.000 volt 16⅔ Hz.